# Kingston Oval
Kingston Oval – wielofunkcyjny kompleks znajdujący się w mieście Kingston na Norfolku. Jest obecnie używany głównie dla gry w krykieta oraz czasami dla meczów piłki nożnej.